# Smalkalden
Smalkalden is een plaats naast Paranam aan de linkeroever van de Surinamerivier in Oost-Para in Suriname. Hier lag een plantage die sinds ten minste 1819 verlaten is. De plaats ligt ongeveer dertig kilometer stroomopwaarts ten opzichte van Paramaribo. Het ligt naast La Vigilantia (stroomopwaarts) en Accaribo (stroomafwaarts).

## Plantage
Smalkalden was aanvankelijk een plantage van 300 akkers groot. Sinds ten minste 1819 is de plantage verlaten. De eigenaar van de ernaast gelegen plantage Accaribo, Thomas van Schaak, deed in 1841 bij de gouvernementssecretaris de aanvraag om het eigendom ervan over te nemen. Ook in 1871 stond de plantage te boek als verlaten. In 1874 was er interesse om de plantage te pachten, maar vijf jaar later werd de verlaten plantage aangeboden in een openbare veiling. In 1919 ging het opnieuw in de verkoop als verlaten plantage.

## Billiton Maatschappij
In 1941 begon de Billiton Maatschappij met de aanleg van een steiger om hier bauxiet te winnen. Er was vastgesteld dat de Surinamerivier hier diep genoeg was om zeeschepen te laten aanmeren. Met de komst van Billiton kwamen ook arbeiders die zich in Smalkalden vestigden.

### Koninklijke bezoeken
In november 1943 kwam kroonprinses Juliana naar Smalkalden. Ze reisde van Domburg via een bezoek aan Smalkalden uiteindelijk door naar Onverdacht.
Op 1 november 1955 kwam, inmiddels koningin, Juliana samen met prins Bernhard opnieuw voor een bezoek aan de bauxietmijnen van Smalkalden. Deze keer kwamen zij via de steiger aan met het motorschip Prospector.
Op 23 februari 1958 bracht prinses Beatrix eveneens een bezoek aan Smalkalden, toen zij vanuit Brokopondo stroomafwaarts voer.

### Uitbreiding en terugval
In 1974 werd begonnen aan de bouw van een fabriek met een productiecapaciteit van 150 duizend metrieke ton, door een joint venture van Billiton met Alcan Aluminium Limited, met als geplande ingebruikname 1976
In 1988 kwam de export van bauxiet tot stilstand en werd door Billiton een grote ontslagronde doorgevoerd.

## Plannen prefab-woningen
In maart 2015 opende de regering-Bouterse I de Broad Homes Suriname PC Factory. Het was toen de bedoeling dat deze fabriek drieduizend prefab-woningen per jaar zou bouwen die naar elders in Suriname getransporteerd zouden worden. Dit project is amper van de grond gekomen. Begin jaren 2020 bleek dat de reden onder meer de relatief hoge prijs was, van minimaal 30.000 US$ per woning.